# Ancienne résidence Yamauchi

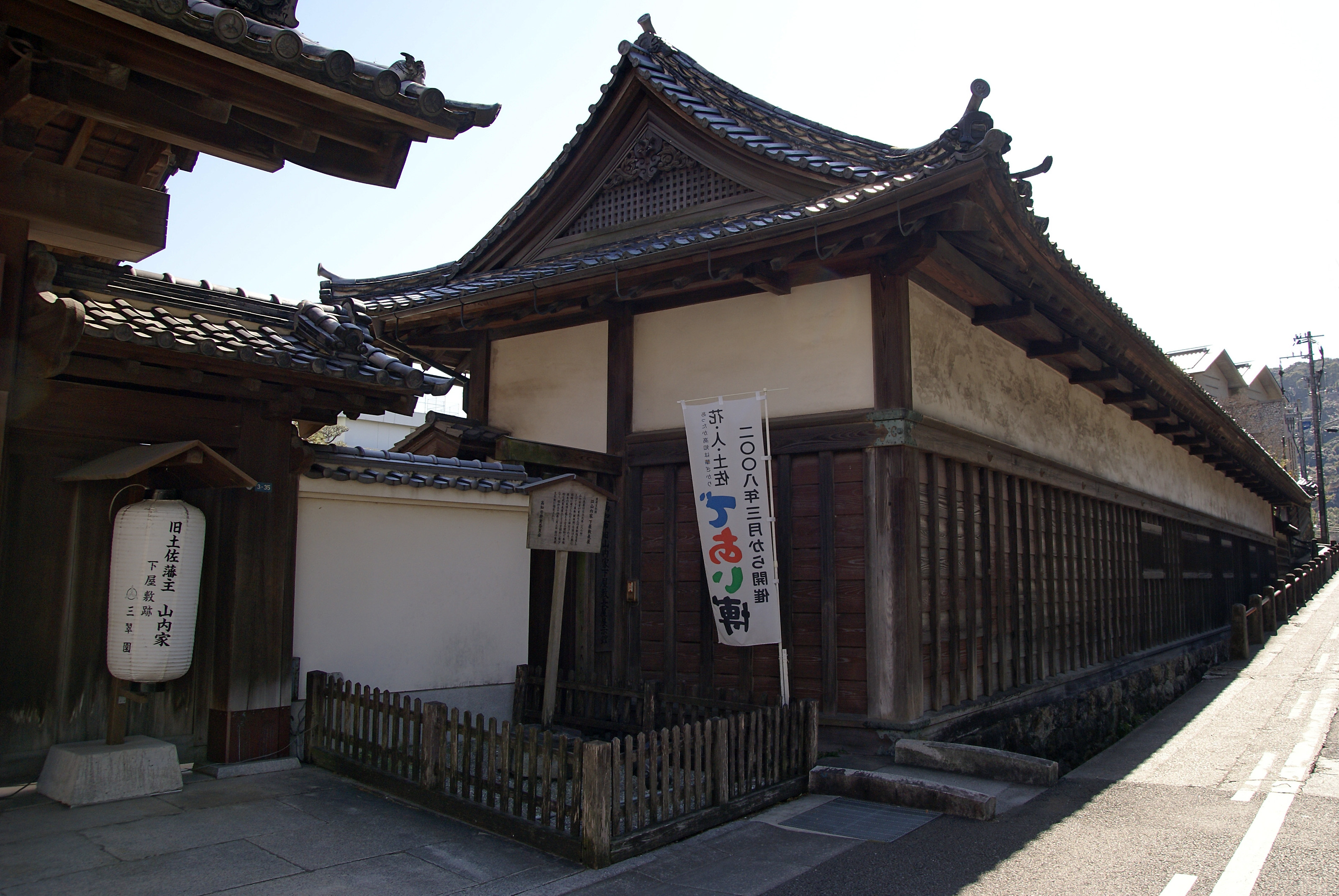
Nagaya, 1864 (bien culturel important du Japon).

L' ancienne résidence Yamauchi (旧山内家下屋敷長屋, Kyū Yamauchike shimoyashiki nagaya) située à Kōchi, dans la préfecture de Kōchi au Japon appartient aux Yamauchi, seigneurs du domaine de Tosa. Le nagaya de 1864, 33,4 m x 5,7 m, à étage double avec un toit de tuiles du type irimoya, est un bien culturel important du Japon.,,.

## Source de la traduction
- (en) Cet article est partiellement ou en totalité issu de l’article de Wikipédia en anglais intitulé « Former Yamauchi Residence » (voir la liste des auteurs).